# Palazzo Ravera
Il Palazzo Ravera è uno storico edificio liberty della città piemontese di Ivrea in Italia.

## Storia
L'edificio venne fatto realizzare dall'imprenditore Stefano Ravera, discendente di una nota famiglia di costruttori canavesani. Questi commissionò la costruzione del palazzo dopo aver potuto ammirare le grandi palazzate ottocentesche di Ginevra e Zurigo durante le sue frequenti visite in Isvizzera, incaricando del progetto l'ingegnere eporediese Romolo Peona; quest'ultimo ricoprì anche la carica di assessore cittadino ai Lavori pubblici.
Il nome del palazzo rimase quindi indissolubilmente legato a quello dell'albergo che operò nelle sue stanze, l'Hotel Dora, chiuso nel 1989, frequentato dall'alta società eporediese e dalla classe dirigente olivettiana. Nel 1957, in una camera al primo piano dell'albergo fu trovato morto, per cause naturali, il pittore Ottone Rosai.
Oggi l'edificio ospita una banca, uffici e attività commerciali.

## Descrizione
Il palazzo si trova sul corso Costantino Nigra, di fronte alla Villa Luisa.
La peculiarità principale dell'edificio è rappresentata dalla facciata settentrionale, dalla forma cilindrica e a strapiombo sulla sottostante Dora Baltea; dal suo interno, grandi loggiati vetrati permettono di godere della vista. Il palazzo di eleva per quattro piani sul lato strada più un attico arretrato rispetto alle facciate; i piani sono invece sei sul lato fiume.
Le camere con vista sul fiume e sul centro di Ivrea erano dotate di balconi protetti da balaustre in litocemento e ringhiere in ferro battuto con decorazioni liberty. Lesene e cornici decorano e scandiscono invece il fronte sul corso.

## Galleria d'immagini

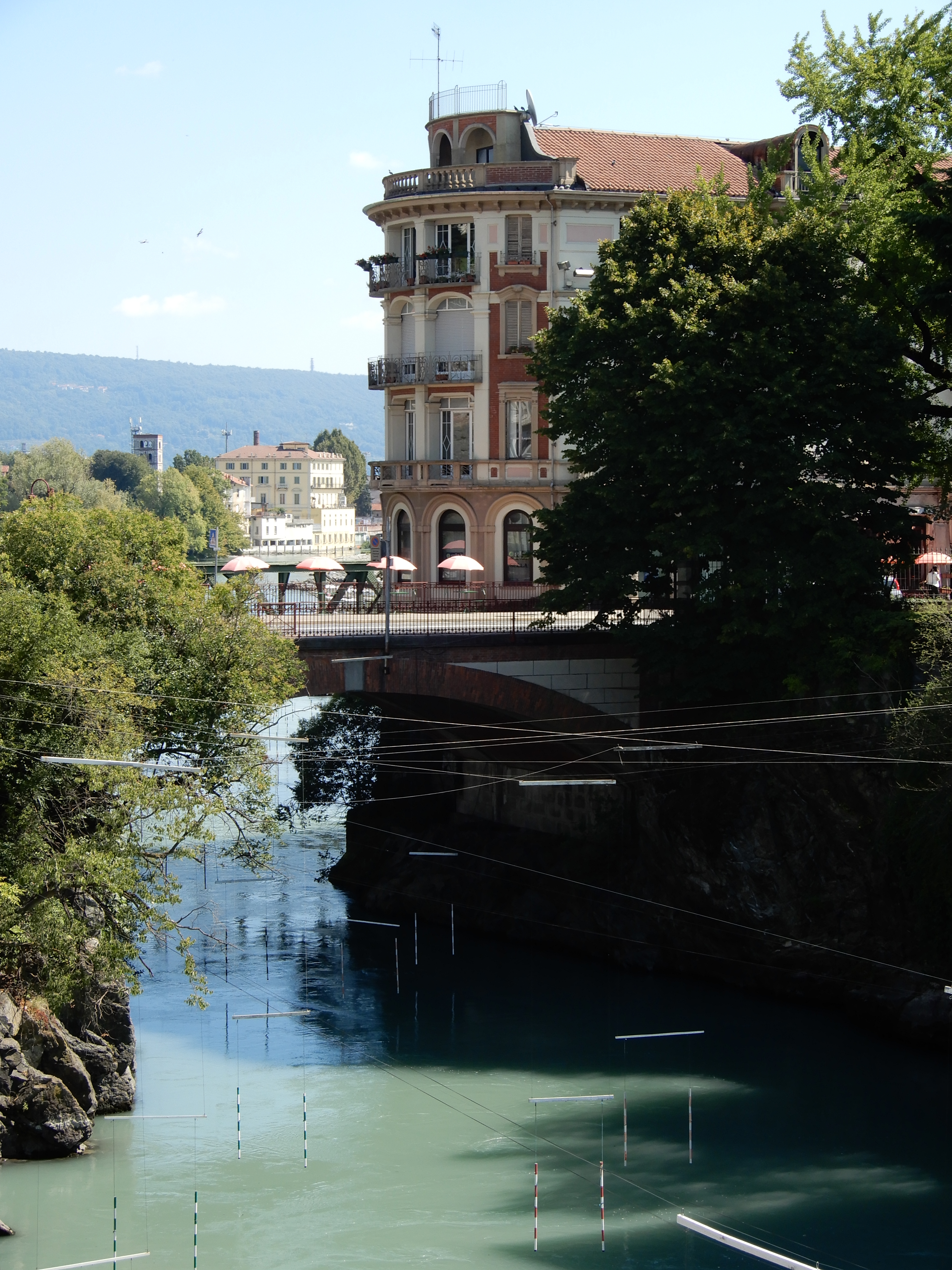
Il palazzo dal Ponte Vecchio
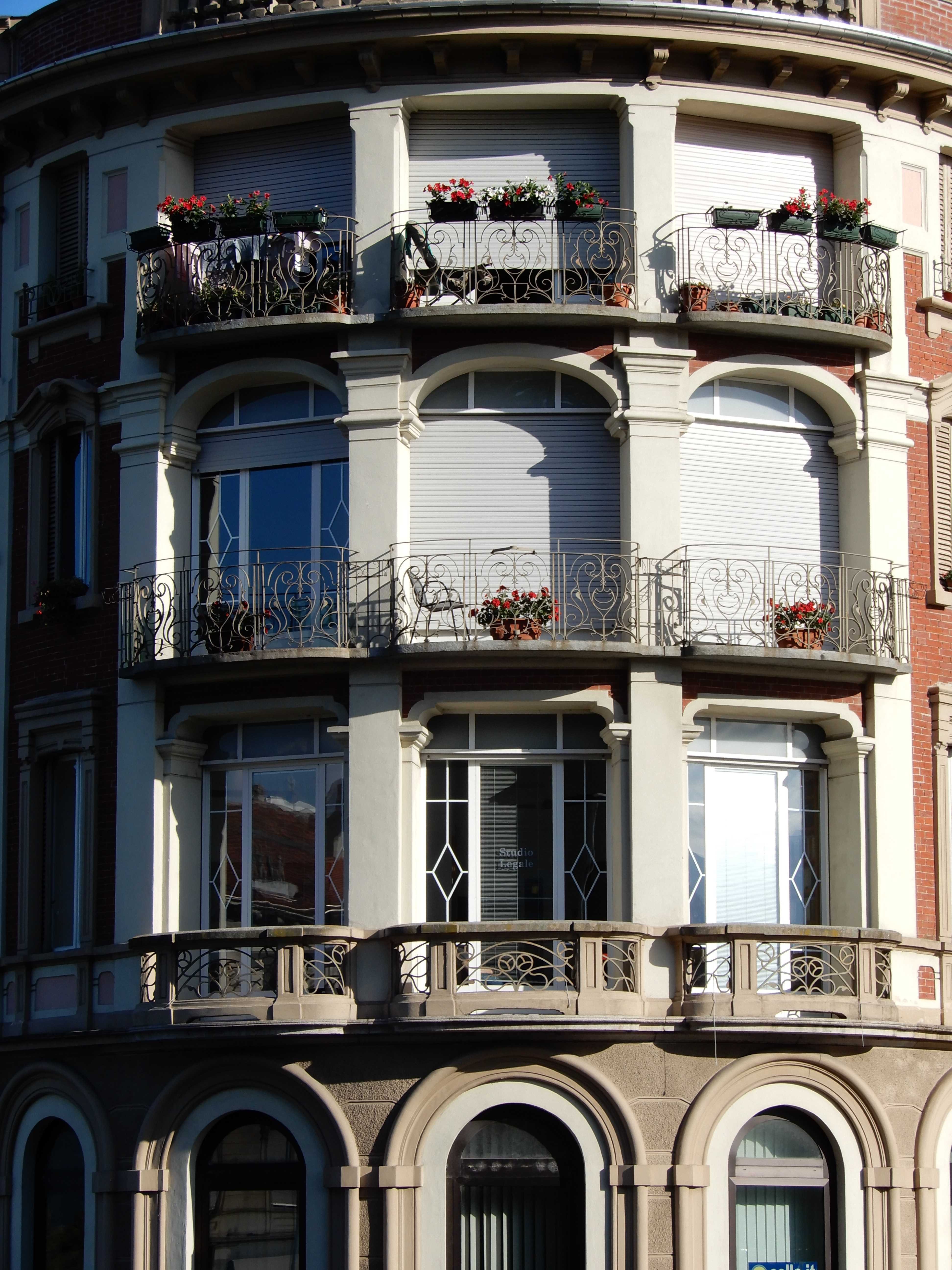
La facciata curva
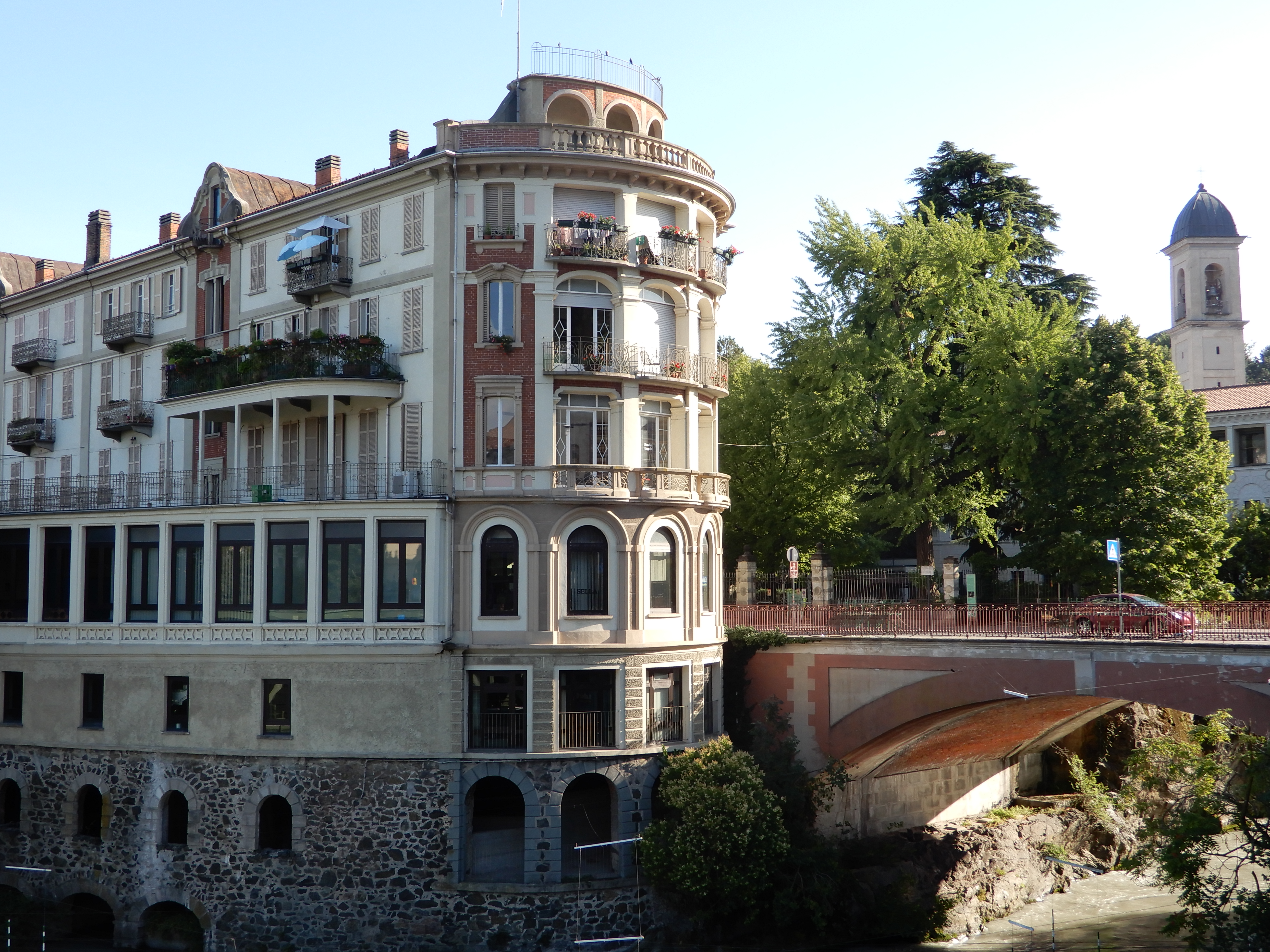
Il prospetto affacciato sulla Dora Baltea